# Arctostaphylos benitoensis
Arctostaphylos benitoensis là một loài thực vật có hoa trong họ Thạch nam. Loài này được Roof mô tả khoa học đầu tiên năm 1978.